# Одностороннее пространственное игнорирование
Одностороннее пространственное игнорирование (синдром неглекта, синдром игнорирования) (англ. unilateral spatial neglect) — психоневрологический феномен, возникающий при поражении как корковых, так и подкорковых структур субдоминантного (правого у правшей) полушария и проявляющийся в неспособности реагировать на раздражители, предъявляемые в левосторонние периферические отделы анализаторных систем. Впервые синдром описан в 1941 году Г. Холмсом и Р. Брейном.

## Возникновение синдрома
Синдром неглекта возникает при острых нарушениях мозгового кровообращения, ранениях, сразу после электросудорожного припадка, при комиссуро- и каллозотомии, при черепно-мозговой травме, при опухолях мозга и в остром послеоперационном периоде после их удаления, а также при других заболеваниях мозга.
Чаще всего левостороннее пространственное игнорирование возникает при поражениях правого полушария. Правостороннее игнорирование может наблюдаться у небольшого количества неправшей.
Так, по данным С. В. Бабенковой левостороннее пространственное игнорирование отмечается у 56 % больных (правшей) с поражением правого полушария, а правостороннее — у 20 % больных (левшей) с поражением левого полушария. Возникновение и характер проявления синдрома, по мнению автора, зависят от двух индивидуальных признаков больного: ведущей руки (степени правшества) и его возраста.
Нейропсихологические и психофизиологические механизмы формирования данного феномена пока неясны. Существует гипотеза, согласно которой синдром неглекта относят к нарушениям внимания. Более интересным, хотя и достаточно схематичным, может быть объяснение данного клинического явления в терминах «психологической защиты» и искажённой внутренней картины болезни.
На сегодняшний день латеральные особенности проявления данного синдрома связывают с ведущей ролью правого полушария в обеспечении гностической деятельности человека. Следовательно, при поражении левого полушария дефицит гнозиса полностью компенсируется правым полушарием. При поражении же правого полушария сохранное левое полушарие может обеспечивать восприятие стимулов, поступающих только в правосторонние периферические отделы анализаторных систем, что приводит к развитию синдрома неглекта. У больных помимо наличия полимодального синдрома неглекта отмечаются нарушения таких когнитивных функций, как праксис, память, письмо и чтение.

## Симптомы
При синдроме неглекта возникают нарушения во всех модальностях психосенсорной и психомоторной деятельности, что затрагивает восприятие всех стимулов.
Отмечают следующие основные симптомы синдрома игнорирования, проявляющиеся в разных модальностях:
- геминевнимание — отсутствие адекватного ответа на окружающие пациента раздражающие стимулы, такие как приближение людей, различные звуки;
- тактильное угасание — утрата способности реагировать на тактильные стимулы при одновременном билатеральном предъявлении стимулов пациенту;
- зрительное угасание — утрата способности реагировать на зрительные стимулы при одновременном билатеральном предъявлении стимулов пациенту;
- аллоэстезия — ощущение сенсорных стимулов на стороне, противоположной стимуляции;
- анозогнозия — отрицание больным своего дефекта или заболевания;

При наличии хотя бы одного из перечисленных выше симптомов синдром неглекта признаётся положительным.

## Классификации
Выделяются две классификации одностороннего пространственного игнорирования. Критерием в первой классификации является сенсорная модальность, в которой проявляются симптомы. Выделяются зрительное, слуховое, тактильное и полимодальное игнорирование.
Вторая классификация опирается на связи игнорирования и определённой психической функции человека. В связи с этим различаются:
- Репрезентативное игнорирование, связанное с дефицитом памяти и репрезентации информации. Больной, страдающий этим видом пространственного игнорирования, игнорирует часть пространства, описывая его по памяти. Например, Beschin N. попросил двух пациентов с поражением теменной коры описать по памяти площадь в Милане, на которой находились собор, магазины и дворцы. Пациенты представляли себя в одной из ориентаций по отношению к площади. Оказалось, что пациенты довольно точно описывали половину площади, но не могли описать вторую половину. Однако, после того, как их просили мысленно изменить своё положение, они вспоминали о игнорируемой перед этим половине площади, но начинали игнорировать ту, которую подробно описывали до этого[7]. Bisiach E. и коллеги описали пациента с поражением правой теменной доли, у которого не было явного дефицита зрительного восприятия (он мог описать, что он видит), но который не мог описать по памяти половину пространства, причём дефицит был наиболее выражен в долговременной памяти[8];
- Моторное игнорирование, выражающееся в дефиците инициации движений. Этот вид пространственного игнорирования связан не с поражением моторики на низком уровне, а со сниженной способностью или полной неспособностью инициировать движение в сторону, противоположную поражению мозга, несмотря на то, что восприятие стимулов в этой половине пространства сохранено. Этот вид игнорирования может выражаться в неспособности инициировать движение руками, ногами, туловищем или глазами — в зависимости от поражённой зоны;
- Сенсорное игнорирование, связанное с расстройством внимания. При этом виде пространственного игнорирования больной не может сфокусировать внимание на части пространства, противоположной поражению мозга. Как следствие, он либо совсем не ведает об объектах, находящихся в этой области пространства, либо имеет о них лишь смутное представление. Дефицит не связан с поражениями первичных сенсорных областей мозга (таких как первичная зрительная кора или первичная соматосенсорная кора), а связан с поражением зон, управляющих вниманием — как правило, правой стороны мозга.

## Диагностика
При диагностике синдрома неглекта применяются разнообразные нейропсихологические методики и пробы:
- пробы на сенсорное игнорирование: методика «Чтение текстов», методика «Узнавание изображений», методика «Деление линий пополам», методика «Описание изображения», методика «Химеры», методика «Таблица с числами», методика «Корректурная проба», Модифицированная Цифровая Корректурная Проба (МЦКП);
- пробы на моторное игнорирование: проба ориентации головы и взгляда, проба Хэда, проба двойной стимуляции по трём модальностям, методика «Наблюдение за пациентом»[9];
- пробы на репрезентативное игнорирование: методика «Навигация по карте», методика «Немые часы», методика «Рисование автопортрета», методика «Репрезентативное копирование фигур».

При выполнении пациентом нейропсихологических проб важен не столько конечный результат, сколько процесс их выполнения. Нейропсихологическая диагностика позволяет выявить не только наличие или отсутствие синдрома игнорирования, но и определить степень его проявления.